# Оґілві (Міннесота)
Оґілві (англ. Ogilvie) — місто (англ. city) в США, в окрузі Канабек штату Міннесота. Населення — 388 осіб (2020).

## Географія
Оґілві розташоване за координатами 45°49′49″ пн. ш. 93°25′23″ зх. д. / 45.83028° пн. ш. 93.42306° зх. д. (45.830139, -93.422993).  За даними Бюро перепису населення США в 2010 році місто мало площу 2,42 км², з яких 2,42 км² — суходіл та 0,00 км² — водойми. В 2017 році площа становила 2,65 км², з яких 2,65 км² — суходіл та 0,00 км² — водойми.

## Демографія
Згідно з переписом 2010 року, у місті мешкало 369 осіб у 160 домогосподарствах у складі 91 родини. Густота населення становила 152 особи/км².  Було 186 помешкань (77/км²).
Расовий склад населення:
| - 98,9 % — білих - 0,3 % — корінних американців |

До двох чи більше рас належало 0,8 %. Частка іспаномовних становила 0,3 % від усіх жителів.
За віковим діапазоном населення розподілялося таким чином: 24,4 % — особи молодші 18 років, 56,9 % — особи у віці 18—64 років, 18,7 % — особи у віці 65 років та старші. Медіана віку мешканця становила 41,3 року. На 100 осіб жіночої статі у місті припадало 98,4 чоловіків;  на 100 жінок у віці від 18 років та старших — 91,1 чоловіків також старших 18 років.
Середній дохід на одне домашнє господарство  становив 33 763 долари США (медіана — 26 111), а середній дохід на одну сім'ю — 34 837 доларів (медіана — 26 250). Медіана доходів становила 28 125 доларів для чоловіків та 39 375 доларів для жінок. За межею бідності перебувало 46,6 % осіб, у тому числі 65,9 % дітей у віці до 18 років та 20,0 % осіб у віці 65 років та старших.
Цивільне працевлаштоване населення становило 140 осіб. Основні галузі зайнятості: освіта, охорона здоров'я та соціальна допомога — 27,9 %, роздрібна торгівля — 14,3 %, виробництво — 13,6 %.